# Vasílios Séggos
Vasílios Séggos (né le 24 octobre 1976) est un athlète grec, spécialiste du sprint et du relais.
Son meilleur temps est de 10 s 33 obtenu à Kalamáta le 22 mai 1999. En 1999, en Coupe d'Europe à Paris, il bat le record national du 4 x 100 m en 38 s 61, avec Aléxios Alexópoulos, Georgios Panagiotopoulos et Christoforos Choidis.